# Ceahlăul Piatra Neamț
Ceahlăul Piatra Neamț is een Roemeense voetbalclub uit Piatra Neamț.
De club werd op 20 oktober 1919 opgericht. Tussen 1993 en 2004 speelde de club in de hoogste klasse en in 2006 kon de club opnieuw promoveren naar de hoogste klasse. Normaal gezien degradeerde de club ook meteen weer maar doordat Delta Tulcea geen licentie kreeg kon de club blijven. Het was slechts uitstel van executie, in 2008 degradeerde de club wel. Na amper één seizoen promoveerde de club wel weer, maar degradeerde in 2010 opnieuw. In het seizoen 2011/12 komt de club na het kampioenschap in de Liga 2 wederom in de Liga 1 uit. In 2015 degradeerde de club weer naar de Liga 2. In 2016 kreeg de club zware financiële problemen en werd ontbonden en heropgericht als CSM Ceahlăul Piatra Neamț. 
De naam Ceahlăul verwijst naar het Ceahlăumassief in de Oostelijke Karpaten.

## Naamsveranderingen
- 1919 – CS Ceahlăul Piatra Neamț
- 1949 – Progresul Piatra Neamț
- 1951 – Avîntul Piatra Neamț
- 1954 – fusie met Hîrtia Piatra Neamț & Celuloza Piatra Neamț
- 1956 – Recolta Piatra Neamț
- 1957 – opheffing fusie, gesplitst in Avîntul Piatra Neamț & Rapid Piatra Neamț
- 1958 – CS Piatra Neamț (na nieuwe fusie met Rapid)
- 1961 – CS Ceahlăul Piatra Neamț
- 1979 – Relon Ceahlǎul Piatra Neamț (na fusie met Relonul Savinești)
- 1980 – CS Ceahlăul Piatra Neamț (na herroeping fusie)
- 1992 – FC Ceahlăul Piatra Neamț

## Ceahlăul in Europa
- Groep = Groepsfase
- 1R = eerste ronde
- 2R = tweede ronde
- 3R = derde ronde

| Seizoen | Competitie    | Ronde | Land                           | Club                 | Score    |
| ------- | ------------- | ----- | ------------------------------ | -------------------- | -------- |
| 1995    | Intertoto Cup | Groep | Vlag van Bulgarije             | Etar Veliko Tarnovo  | 2-0      |
|         |               | Groep | Vlag van België                | KSK Beveren          | 2-0      |
|         |               | Groep | Vlag van Tsjechië              | FC Boby Brno Unistav | 2-0      |
|         |               | Groep | Vlag van Nederland             | FC Groningen         | 0-0      |
|         |               | 1/8   | Vlag van Frankrijk             | FC Metz              | 0-2      |
| 1999    | Intertoto Cup | 1R    | Vlag van Litouwen              | FK Ekranas Panevėžys | 1-0, 1-0 |
|         |               | 2R    | Vlag van Bosnië en Herzegovina | NK Jedinstvo Bihać   | 2-1, 3-1 |
|         |               | 3R    | Vlag van Italië                | Juventus             | 0-0, 1-1 |
| 2000    | Intertoto Cup | 1R    | Vlag van Estland               | Trans Narva          | 4-2, 5-2 |
|         |               | 2R    | Vlag van Spanje                | RCD Mallorca         | 3-1, 1-2 |
|         |               | 3R    | Vlag van Oostenrijk            | Austria Wien         | 0-3, 2-2 |
| 2003    | Intertoto Cup | 1R    | Vlag van Finland               | Tampere United       | 0-1, 2-1 |